# Блаженные и проклятые
«Блаженные и про́клятые» — цикл из четырёх картин нидерландского художника Иеронима Босха, представляющих собой, скорее всего, створки полиптиха, центральная часть которого утеряна. Высказывается предположение, что название этого триптиха — «Страшный Суд». Картины названы в соответствии с сюжетами: Земной рай, Восхождение в эмпирей, Падение грешников, Ад. Первые две панели находились слева от центральной части, две другие — справа.
Наибольшую известность среди них приобрела картина «Восхождение в эмпирей», на которой ангелы-хранители из загробного мрака выводят души праведников, заслуживших вечное блаженство, через туннель, составленный из концентрических колец света, к пронизанной неземным сиянием Вечности.